# Adam Kozák
Adam Kozák (* 11. Juni 1999) ist ein tschechischer Volleyballspieler. Er spielt auf der Position Außenangriff.

## Erfolge Verein
Tschechischer Pokal:
- 2017

Tschechische Meisterschaft:
- 2017, 2018